# Homoroselaps
Homoroselaps – rodzaj węży z podrodziny Atractaspidinae w rodzinie gleboryjcowatych (Atractaspididae).

## Zasięg występowania
Rodzaj obejmuje gatunki występujące w Eswatini i Południowej Afryce.

## Systematyka

### Etymologia
- Homoroselaps (Homorelaps): gr. ὁμορος homoros „sąsiadujący, graniczący”, od ὁμορεω homoreō „być sąsiadem, sąsiadować, graniczyć”[7]; rodzaj Elaps Schneider, 1801.
- Poecilophis: gr. ποικιλος poikilos „pstry, barwny, kolorowy”[8]; οφις ophis, οφεως opheōs „wąż”[9]. Gatunek typowy: Elaps dorsalis A. Smith, 1849.

### Podział systematyczny
Do rodzaju należą następujące gatunki:
- Homoroselaps dorsalis (A. Smith, 1849)
- Homoroselaps lacteus (Linnaeus, 1758)